# UTC+9
| Verde scuro | Fuso orario di Kaliningrad (UTC+2).    |
| Rosso       | Fuso orario di Mosca (UTC+3).          |
| Celeste     | Fuso orario di Samara (UTC+4).         |
| Giallo      | Fuso orario di Ekaterinburg (UTC+5).   |
| Ciano       | Fuso orario di Omsk (UTC+6).           |
| Pistacchio  | Fuso orario di Krasnojarsk (UTC+7).    |
| Viola       | Fuso orario di Irkutsk (UTC+8).        |
| Blu         | Fuso orario di Jakutsk (UTC+9).        |
| Verde       | Fuso orario di Vladivostok (UTC+10).   |
| Albicocca   | Fuso orario di Srednekolymsk (UTC+11). |
| Rosso scuro | Fuso orario della Kamčatka (UTC+12).   |

UTC+9 è un fuso orario, in anticipo di 9 ore sull'UTC.

## Zone
È utilizzato nei seguenti territori:
- Corea del Sud (KST, Korean Standard Time)
- Corea del Nord[1]
- Giappone (JST, Japan Standard Time)
- Indonesia (est):
  - Molucche
  - Papua
  - Papua Occidentale
- Palau
- Russia (Fuso orario di Jakutsk):
  - Circondario federale della Siberia:
    - Territorio della Transbajkalia

  - Circondario federale dell'Estremo Oriente:
    - Oblast' dell'Amur
    - Sacha-Jakuzia (distretti Namskij, Ust'-Aldanskij, Tattinskij, Čurapčinskij, Megino-Kangalasskij, Changalasskij, Amginskij, Gornyj, Olëkminskij, Distretto urbano di Nerjungri, Aldanskij, Ust'-Majskij, Tomponskij, Kobjajskij, Ėveno-Bytantajskij, Bulunskij, Žiganskij, Viljujskij, Verchneviljujskij, Njurbinskij, Suntarskij, Lenskij, Mirninskij, Olenëkskij, Anabarskij e distretto urbano di Jakutsk)
- Timor Est

## Geografia
In teoria UTC+9 concerne una zona del globo compresa tra 127,5 ° e 142,5 ° E e l'ora inizialmente utilizzata corrispondeva all'ora solare media del 135º meridiano est (riferimento soppiantato dal UTC nel 1972). Per ragioni pratiche, i paesi in questo fuso orario coprono un'area molto più estesa.
In Indonesia, UTC+9 è chiamato Waktu Indonesia Timur (ora dell'Indonesia orientale, abbreviato in WIT), in Giappone 日本標準時 (ora standard del Giappone, o Japan Standard Time, abbreviato in JST), in Corea del Sud 한국 표준시 (ora standard della Corea, o Korean Standard Time, abbreviato in KST).

## Ora legale
Nessuna tra le zone a UTC+9 osserva l'ora legale, passando a UTC+10.